# Jackson Haines

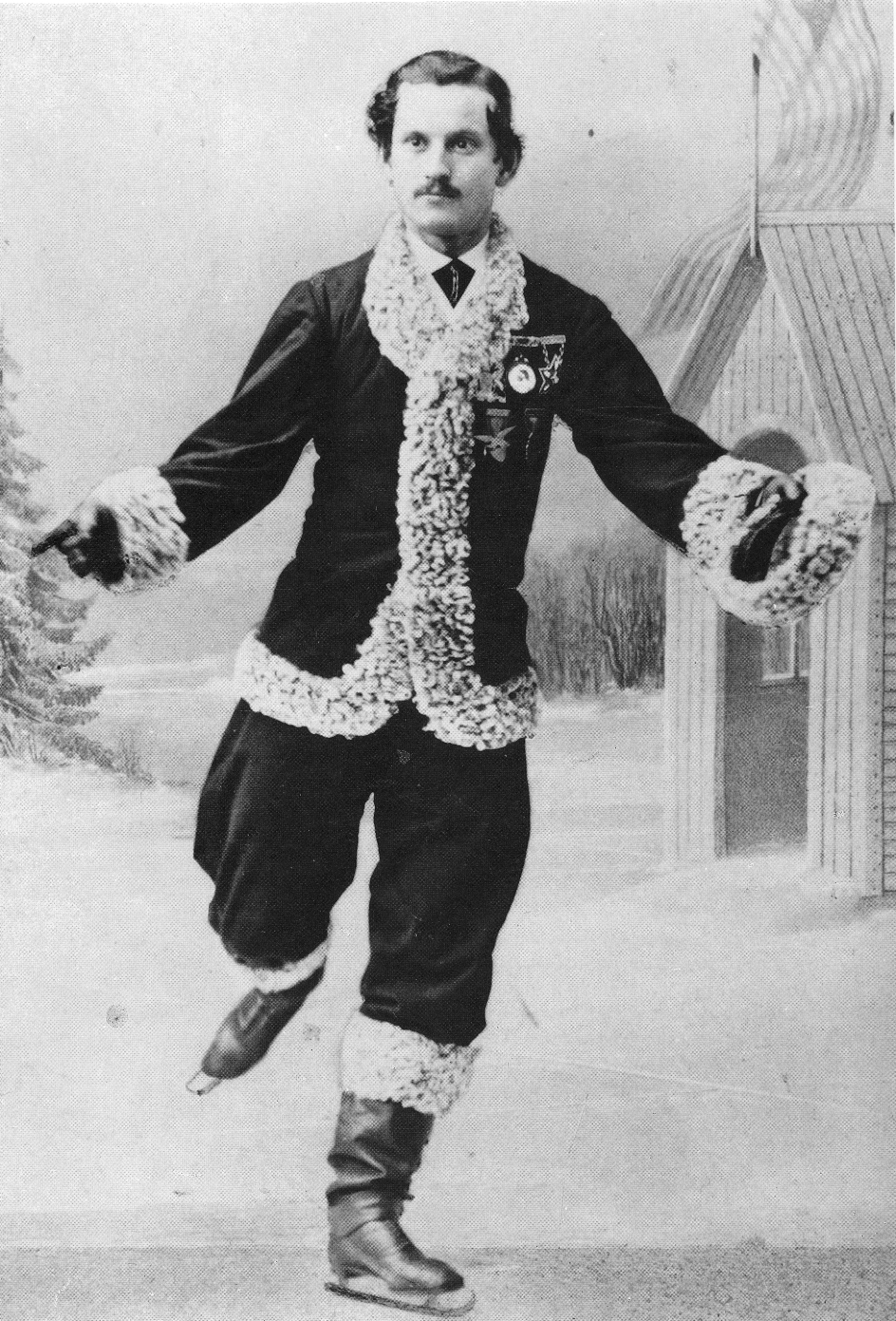
Jackson Haines

Jackson Haines (* 1840 in New York, USA; † 1876 in Kokkola (damals Gamlakarleby), Finnland) war ein Ballettmeister und Eiskunstläufer. Er gilt als Begründer des modernen Eiskunstlaufes.

## Leben
Jackson Haines gewann die erste US-Meisterschaft 1864 mit einer neuen Eislaufart und neuen Schlittschuhen aus Stahl. Man kritisierte ihn aber dafür und warf ihm vor, sich mehr auf Körper- und Extremitätsposen zu konzentrieren als auf den Figurenlauf. Immer noch herrschte der steife und strenge englische Eislaufstil vor.
Er ging also nach Europa und führte viele Schauauftritte durch. Der erste Erfolg kam in Stockholm. Sein Auftritt begeisterte den schwedischen König Karl XV. so sehr, dass er 1866 die Gründung eines Königseislaufvereins beschloss.
Im Winter 1868 kam er nach Wien, wo er mit mehreren Auftritten am Platz des neu gegründeten Wiener Eislauf-Vereines triumphierte. Große Begeisterung herrschte in den Reihen der anwesenden Zuschauer, als er einen Walzer über das ganze Eis lief. Die Johann-Strauss-Stadt zollte ihm ihren Dank auf eigene Weise: Unter der maßgeblichen Führung von Dr. Karl v. Korper, dritter Präsident des Wiener Eislauf-Vereines ab 1875, wurde das von Jackson Haines Gezeigte systematisch geordnet und erfasst. Es entstand die Systematik der „Wiener Schule“, die von fünf Grundfiguren ausging: Bogen, Schlangenbogen, Dreier, Doppeldreier und Schlinge. Dadurch wurde das Erlernen der Figuren vereinfacht. Ergebnis dieser Bemühung war eine große Zahl gut ausgebildeter Eisläufer in Wien, die bald in der Lage waren, den sogenannten Jackson-Haines Walzer am Eis zu tanzen.
Jackson Haines Auftritt war damit der Impuls zur Gründung der Wiener Schule des Eiskunstlaufs, die den bisherigen Vorsprung der Engländer bald ausglich.
Seine sportlichen Leistungen schienen so erstaunlich zu sein, dass diejenigen, die sie nicht mit eigenen Augen sahen, es nicht glauben wollten; sie stellten die Durchführung der beschriebenen Figuren in Frage. Depping, Autor des Werks „Zauber der Stärke und Können“ (1869) schrieb in seinem Buch, dass es nicht möglich sei, die Richtung ohne einen neuen Abstoß zu ändern. Die Aussagen der Augenzeugen lehnte er damit ab, dass diese einer optischen Täuschung zum Opfer gefallen seien.
Es wird oft fälschlicherweise behauptet, Haines sei an einer Lungenentzündung gestorben, die er sich bei einer Schlittenfahrt von Sankt Petersburg nach Stockholm zugezogen habe. Tatsächlich starb er verarmt an Tuberkulose im finnischen Gamlakarleby (finnisch Kokkola), das damals ein kleines Dorf war.

## Quelle
- Jarmila Šťastná-Königová: Nekonečné stopy bruslí (Unendliche Schlittschuhspuren)